# 徳山村 (静岡県)
徳山村（とくやまむら）は静岡県の中部、志太郡に属していた村である。現在の川根本町南東部にあたる。

## 地理
- 山：横郷セド山、無双連山
- 河川：大井川

## 歴史

### 村名の由来
中世には、堀之内村（現：川根本町徳山）から身成村（現：島田市身成）までを指して、徳山郷と呼ばれたと考えられている。町村制施行に伴う合併時、この郷名をとって「徳山村」とした。

### 年表
- 1889年（明治22年）4月1日 - 町村制の施行に伴い、地名村、下泉村、田野口村、堀之内村、壱町河内村が合併して徳山村が成立[3]。
- 1956年（昭和31年）9月30日 - 徳山村は榛原郡中川根村に編入される[4]。大字堀之内が大字徳山に改称[5]。

## 行政

### 役場
1889年の合併当初、村役場を大字田野口字平谷に置いた。

## 交通

### 鉄道
- 大井川鐵道
  - 大井川本線
    - 地名駅 - 塩郷駅 - 下泉駅 - 駿河徳山駅

### 道路
編入後に制定された国道362号が大字徳山地内を通る。

## 教育
1955年度時点の小・中学校の一覧は以下の通り。
- 徳山小学校
  - 第一分校
  - 第二分校
- 下泉小学校
- 地名小学校
- 学校組合立徳山中学校
  - 地名分校